# Stanisław Peterek
Stanisław Peterek, pseudonim Sylwester, Dyrektor (ur. 17 sierpnia 1908 w Słomczynie, zm. 8 maja 1992 w Warszawie) – działacz harcerski (harcmistrz), instruktor żeglarstwa, uczestnik Bojowej Organizacji „Wschód”, Szarych Szeregów – „Pasieka” (Główna Kwatera Harcerzy), powstania warszawskiego – dowódca 3 drużyny, V plutonu „Narocz”, 1 kompanii, batalionu „Parasol” (stan z 1 sierpnia 1944). Brał udział w obronie Pałacyku Michla. 1 października 1944 przedstawiony do odznaczenia Krzyżem Walecznych. W latach 1946–1947 pełnił funkcję wiceprezesa PZŻ, był kapitanem żeglugi śródlądowej, sternikiem żeglugi morskiej. Autor artykułów w: Tygodnik Powszechny", "Stolica". Pochowany na cmentarzu Bródnowskim w Warszawie (kwatera 46C-5-23).

## Publikacje
- Podstawy Krótkofalarstwa, wydawnictwo „Na Tropie”, 1938
- Pływak, „Harcerskie Biuro Wydawnicze”, 1948, „Centralna Składnica Harcerska”, 1958

## Odznaczenia
- Srebrny Krzyż Zasługi z Mieczami
- Krzyż Walecznych
- Krzyż Armii Krajowej
- Medal Zwycięstwa i Wolności
- Krzyż Partyzancki
- Krzyż Kawalerski Orderu Odrodzenia Polski
- Warszawski Krzyż Powstańczy
- Złota Odznaka „Budowniczy Floty Harcerskiej”
- Brązowa Odznaka honorowa „Zasłużony Pracownik Morza”